# Квинт Тиней Руф (консул 182 года)
Квинт Тиней Руф (лат. Quintus Tineius Rufus) — римский государственный деятель второй половины II века.
Его отцом был консул 158 года Квинт Тиней Сакердот Клемент, а братьями консул 195 года Квинт Тиней Клемент и консул 219 года Квинт Тиней Сакердот. О Руфе известно только то, что в 182 году он занимал должность ординарного консула вместе с Марком Петронием Сурой Мамертином.